# Ţūrāghāy (ort i Iran)
Ţūrāghāy (persiska: طوراغای) är en ort i Iran.   Den ligger i provinsen Östazarbaijan, i den nordvästra delen av landet, 500 km väster om huvudstaden Teheran. Ţūrāghāy ligger 1 411 meter över havet och antalet invånare är 636.
Terrängen runt Ţūrāghāy är kuperad österut, men västerut är den platt. Ţūrāghāy ligger nere i en dal. Runt Ţūrāghāy är det ganska tätbefolkat, med 90 invånare per kvadratkilometer. Närmaste större samhälle är Malekān, 19,5 km väster om Ţūrāghāy. Trakten runt Ţūrāghāy består i huvudsak av gräsmarker.